# The Better Life
The Better Life (englisch für „Das bessere Leben“) ist das Debütalbum der US-amerikanischen Rockband 3 Doors Down aus dem Jahr 2000. Das werk avancierte zum Chartalbum in diversen Ländern sowie zum weltweiten Millionenseller.

## Entstehung und Veröffentlichung
Die Erstveröffentlichung von The Better Life erfolgte am 8. Februar 2000 bei Republic Records in den Vereinigten Staaten. Das Album erschien in seiner Originalausführung als CD mit elf Titeln (Katalognummer: 012 153 920-2). Am gleichen Tag erschien auch eine „Best Buy Edition“ mit 14 Titeln (Katalognummer: 012 159 916-2). Am 28. Juni 2000 erschien das Album erstmals in Japan (Katalognummer: MVCU-24072) sowie am 11. September des gleichen Jahres in Deutschland beziehungsweise Europa (Katalognummer: 153 920-2).
Geschrieben wurden die Lieder von den vier 3-Doors-Down-Mitgliedern Brad Arnold, Todd Harrell, Chris Henderson und Matt Roberts. Für die Produktion zeichnete Paul Ebersold verantwortlich.

## Hintergrund
Nachdem die Gruppe im Jahr 1997 ein erstes Demoalbum aufnahm und einige Liveauftritte absolviert hatte, wurde 1999 mit The Better Life schließlich das erste offizielle Album der Gruppe aufgenommen. Da die Band zum Zeitpunkt der Aufnahme des Albums nur aus vier Mitgliedern bestand, spielte Sänger Brad Arnold, der auf den folgenden Alben ausschließlich als Sänger in Erscheinung tritt, das Schlagzeug. Für die anschließende Tournee engagierte die Band mit Richard Liles einen Schlagzeuger, damit sich der Sänger ganz auf sein "Instrument" konzentrieren konnte. Während sich 3 Doors Down auf ihren folgenden Werken auf gemeinschaftliches Songwriting konzentrierte, wurden alle Texte auf The Better Life von Brad Arnold verfasst, mit Kryptonite und Loser sind sogar zwei komplett von Arnold geschriebene Lieder enthalten. Im Jahr 2003 gründete die Gruppe eine Hilfsorganisation für benachteiligte Kinder, die sie nach diesem Album benannten.

## Titelliste
1. Kryptonite (Brad Arnold) – 3:56
2. Loser (Brad Arnold) – 4:21
3. Duck and Run (Matt Roberts, Brad Arnold, Todd Harrell, Chris Henderson / Brad Arnold) – 3:52
4. Not Enough (Matt Roberts, Brad Arnold, Todd Harrell, Chris Henderson / Brad Arnold) – 3:16
5. Be Like That (Chris Henderson, Brad Arnold / Brad Arnold) – 4:25
6. Life of My Own (Matt Roberts, Brad Arnold, Todd Harrell / Brad Arnold) – 3:59
7. Better Life (Matt Roberts, Brad Arnold, Todd Harrell, Chris Henderson / Brad Arnold) – 3:05
8. Down Poison (Matt Roberts, Brad Arnold, Todd Harrell / Brad Arnold) – 4:25
9. By My Side (Matt Roberts, Brad Arnold, Todd Harrell / Brad Arnold) – 3:20
10. Smack (Matt Roberts, Brad Arnold, Todd Harrell / Brad Arnold) – 2:31
11. So I Need You (Matt Roberts, Brad Arnold, Todd Harrell, Chris Henderson / Brad Arnold) – 3:51

## Wiederveröffentlichungen
Das Album erschien über die Jahre in mehreren unterschiedlichen Versionen. Neben der normalen Album-CD existieren die folgenden Editionen von The Better Life:

### Bonus Disc Edition
In Europa erschien am 13. Juni 2001 eine erste Doppel-CD-Version, die auf der zweiten Disc neben den Videos zu Loser und Duck and Run diese Lieder beinhaltet:
1. Loser (Brad Arnold) – 5:08 (Live)
2. Duck and Run (Matt Roberts, Brad Arnold, Todd Harrell, Chris Henderson / Brad Arnold) – 3:54 (Live)
3. Not Enough (Matt Roberts, Brad Arnold, Todd Harrell, Chris Henderson / Brad Arnold) – 3:08 (Live)
4. By My Side (Matt Roberts, Brad Arnold, Todd Harrell / Brad Arnold) – 3:47 (Live)
5. Be Like That (Chris Henderson, Brad Arnold / Brad Arnold) – 4:26 (Acoustic Version)

### Deluxe Edition
Am 20. November 2007 erschien die Deluxe Edition, die auf einer zweiten CD ein Livekonzert enthält. Dieses wurde im Cynthia Woods Mitchell Pavilion in Houston (Texas) aufgezeichnet und enthält das Audiomaterial der Live-DVD Away from the Sun – Live from Houston, welches auf selbiger DVD bereits als MP3- und WAV-Dateien enthalten war. Die Bonus-CD enthält die folgenden Lieder:
1. Duck and Run (Matt Roberts, Brad Arnold, Todd Harrell, Chris Henderson / Brad Arnold) – 4:42
2. The Road I’m On (Brad Arnold, Matt Roberts, Chris Henderson, Daniel Adair, Todd Harrell) – 3:49
3. Kryptonite (Brad Arnold) – 4:22
4. Father’s Son (Brad Arnold, Matt Roberts, Todd Harrell, Chris Henderson) – 4:32
5. Better Life (Matt Roberts, Brad Arnold, Todd Harrell, Chris Henderson / Brad Arnold) – 3:22
6. Away from the Sun (Brad Arnold, Matt Roberts, Chris Henderson, Daniel Adair, Todd Harrell) – 4:16
7. Be Like That (Chris Henderson, Brad Arnold / Brad Arnold) – 4:38
8. Runnin’ Out of Days (Brad Arnold, Matt Roberts, Chris Henderson, Daniel Adair, Todd Harrell) – 3:37
9. Sarah Yellin’ (Brad Arnold, Matt Roberts, Chris Henderson, Daniel Adair, Todd Harrell) – 3:29
10. It’s Not Me (Brad Arnold, Matt Roberts, Todd Harrell, Chris Henderson) – 3:27
11. When I’m Gone (Brad Arnold, Matt Roberts, Chris Henderson, Daniel Adair, Todd Harrell) – 4:51
12. Here Without You (Brad Arnold, Matt Roberts, Chris Henderson, Daniel Adair, Todd Harrell) – 5:06
13. Loser (Brad Arnold) – 5:43

### Rarities Edition
Am 2. November 2010 erschien die Bonus-Disc der Deluxe Edition unter dem Namen The Better Life – Rarities Edition auch als Einzel-CD. Bei dieser Ausgabe ist demnach nicht das eigentliche Album enthalten.

## Singleauskopplungen

### Kryptonite
Mit ihrer Debütsingle gelang der Band prompt der Durchbruch. Das Lied schaffte es in den Vereinigten Staaten auf Platz drei der Billboard Hot 100 und erhielt dort Platin, in Deutschland platzierte sich der Song auf Platz 85. Zu Kryptonite erschien auch ihr erstes Musikvideo. Der Titel wurde im September 2009 auch auf dem Videospiel Guitar Hero 5 veröffentlicht
1. Kryptonite (Brad Arnold) – 3:55 (LP-Version)
2. Wasted Me (Brad Arnold, Matt Roberts, Chris Henderson, Daniel Adair, Todd Harrell) – 3:11 (zuvor unveröffentlicht)
3. Life of My Own (Matt Roberts, Brad Arnold, Todd Harrell / Brad Arnold) – 4:36 (Live from Atlanta)
4. Kryptonite (Brad Arnold) – 3:49 (Acoustic Version)

### Loser
Mit ihrer zweiten Single stellte die Band in den Vereinigten Staaten einen Rekord auf: Mit 21 Wochen an der Spitze der Mainstream Rockcharts hielt sich das Lied dort so lang wie kein anderer Titel sonst. In den offiziellen Singlecharts platzierte sich das Lied lediglich auf Platz 55, in Deutschland auf Platz 78. Sänger Brad Arnold schrieb Loser über einen kokainsüchtigen Freund aus seiner Kindheit.
1. Loser (Brad Arnold) – 3:48 (Top 40 Edit)
2. Loser (Brad Arnold) – 4:21 (Album Version)
3. Loser (Brad Arnold) – 5:27 (Live Version)
4. Loser (Brad Arnold) – 3:59 (Acoustic, Radio Fritz, Berlin)
5. Kryptonite (Brad Arnold) (Acoustic Version)
6. Kryptonite (Brad Arnold) – 3:53 (Video)

### Duck and Run
Mit Duck and Run gelang der Gruppe eine weitere Nummer eins in den US-amerikanischen Mainstream Rockcharts. Nach den Terroranschlägen vom 11. September 2001 landete der Song in den Radiostationen auf einer schwarzen Liste.
1. Duck and Run (Matt Roberts, Brad Arnold, Todd Harrell, Chris Henderson / Brad Arnold) – 3:52 (LP-Version)
2. The Better Life (Matt Roberts, Brad Arnold, Todd Harrell, Chris Henderson / Brad Arnold) – 3:02 (Live)
3. Life of My Own (Matt Roberts, Brad Arnold, Todd Harrell / Brad Arnold) – 4:50 (Live)
4. So I Need You (Matt Roberts, Brad Arnold, Todd Harrell, Chris Henderson / Brad Arnold) – 3:51 (Live)

### Be Like That
Dieses Lied wurde die finale Single aus dem Album und platzierte sich in den Vereinigten Staaten auf Platz 24. Eine textlich leicht geänderte Version wurde zu der Filmkomödie American Pie 2 auch auf der Single von Be Like That veröffentlicht.
1. Be Like That (Chris Henderson, Brad Arnold / Brad Arnold) – 3:57 (Radio Edit)
2. Be Like That (Chris Henderson, Brad Arnold / Brad Arnold) – 4:26 (Acoustic Version)
3. Be Like That (Chris Henderson, Brad Arnold / Brad Arnold) – 3:57 (American Pie Edit)
4. Not Enough (Matt Roberts, Brad Arnold, Todd Harrell, Chris Henderson / Brad Arnold) – 3:08 (Live)

### Chartplatzierungen
| Jahr | Titel        | Höchstplatzierung, Gesamtwochen, AuszeichnungChartplatzierungen (Jahr, Titel, , Platzierungen, Wochen, Auszeichnungen, Anmerkungen) | Höchstplatzierung, Gesamtwochen, AuszeichnungChartplatzierungen (Jahr, Titel, , Platzierungen, Wochen, Auszeichnungen, Anmerkungen) | Höchstplatzierung, Gesamtwochen, AuszeichnungChartplatzierungen (Jahr, Titel, , Platzierungen, Wochen, Auszeichnungen, Anmerkungen) | Anmerkungen                           |
| Jahr | Titel        | DE | UK | US | Anmerkungen                           |
| ---- | ------------ | --- | --- | --- | ------------------------------------- |
| 2000 | Kryptonite   | DE85 Gold · (3 Wo.)DE | UK— GoldUK | US3 ×5Fünffachplatin · (53 Wo.)US                                                                                                   | Erstveröffentlichung: 18. Januar 2000 |
| 2000 | Loser        | DE78 (5 Wo.)DE | — | US55 Gold · (20 Wo.)US | Erstveröffentlichung: 26. Juni 2000   |
| 2001 | Be Like That | — | — | US24 (21 Wo.)US | Erstveröffentlichung: 29. Mai 2001    |

## Rezensionen
Michael Edele von laut.de bescheinigte der Band, dass sie „sich weder hinter Creed, noch hinter Pearl Jam, noch hinter Alice in Chains verstecken müsse“. Matthias Eisen von cdstarts.de bezeichnete das Album als ein „bodenständiges, überdurchschnittliches und vor allem eingängiges Stück Mainstream-Rock“ Allmusic.com vergab drei von fünf möglichen Sternen. Thomas Kupfer vom Magazin Rock Hard zeigte sich weniger beeindruckt von dem Debüt der US-Rocker und schrieb: „Es ist die altbekannte Situation. In der Heimat, den US of A, längst mit Gold dekoriert und als heißer Newcomertip gehandelt, kann hierzulande kaum jemand etwas mit dem Namen 3 Doors Down anfangen. Die Frage, ob sich das in naher Zukunft ändern wird, kann wohl nur dann mit "ja" beantwortet werden, wenn es dem Ami-Vierer gelingen sollte, einen Single-Hit zu landen. Ansonsten dürfte man sich schwertun, denn für einheimische Hörer klingen 3 Doors Down mit ihrem typischen US-College Rock vermutlich zu unspektakulär, um den großen Wurf zu landen. Songs wie der Opener Kryptonite, Loser oder Life of My Own rocken zwar ganz nett, allerdings immer mit gebremstem Schaum, vergleichbar am ehesten mit Matchbox Twenty. Alles in allem ist The Better Life ein solides Debüt.“ Ihm klinge das Album nicht hart genug und sollte weniger gleichförmig klingen. Er vergab 6,5 von zehn möglichen Punkten, bei den Lesern erreichte es eine durchschnittliche Note von 7,2.

## Kommerzieller Erfolg
In den US-amerikanischen Billboard 200 platzierte sich das Debütalbum auf Platz sieben. In Deutschland erreichte das Album Platz 45, in Österreich auf Platz 56.

### Chartplatzierungen
| ChartsChartplatzierungen       | Höchstplatzierung | Wochen |
| ------------------------------ | ----------------- | ------ |
| Deutschland (GfK)              | 45 (17 Wo.)       | 17     |
| Österreich (Ö3)                | 56 (7 Wo.)        | 7      |
| Vereinigte Staaten (Billboard) | 7 (93 Wo.)        | 93     |

### Auszeichnungen für Musikverkäufe
Das Album verkaufte sich laut Schallplattenauszeichnungen weltweit über 7,3 Millionen, davon sieben Millionen Mal in den Vereinigten Staaten, womit das Album mit siebenfach Platin ausgezeichnet wurde.
| Land/Region                  | Auszeichnungen für Musikverkäufe (Land/Region, Auszeichnung, Verkäufe) | Verkäufe  |
| ---------------------------- | ---------------------------------------------------------------------- | --------- |
| Australien (ARIA)            | Platin                                                                 | 70.000    |
| Deutschland (BVMI)           | Gold                                                                   | 100.000   |
| Kanada (MC)                  | 2× Platin                                                              | 200.000   |
| Neuseeland (RMNZ)            | 2× Platin                                                              | 15.000    |
| Vereinigte Staaten (RIAA)    | 7× Platin                                                              | 7.000.000 |
| Vereinigtes Königreich (BPI) | Silber                                                                 | 60.000    |
| Insgesamt                    | 1× Silber · 1× Gold · 12× Platin ·                                     | 7.445.000 |